# Тоні Старк
Ентоні Едвард Старк (англ. Anthony Edward Stark), відоміший як Тоні Старк (англ. Tony Stark), — це персонаж, переважно зображений Робертом Дауні-молодшим У медіа-франшизі Кіновсесвіту Marvel (КВМ) — оснований на однойменному персонажі Marvel Comics — широко відомий під його псевдонімом Залізна людина (англ. Iron Man). Старк зображений як промисловець, геніальний винахідник і плейбой, який є генеральним директором Stark Industries. Спочатку він був приватним виробником озброєння, після чого став головним виробником зброї для збройних сил США, але передумав і перенаправляє свої технічні знання на створення механізованих бронекостюмів, які він використовує для захисту від тих, що загрожують світу. Він стає одним із засновників і лідером Месників до своєї смерті в «Месниках: Завершення» (2019). Він також був наставником Пітера Паркера, обравши його наступником.
Роберт Дауні-молодший є однією з центральних фігур MCU, він знявся в дев'яти фільмах у ролі Тоні Старка. Альтернативні версії Старка з мультивсесвіту з’являються в мультсеріалі «Що, якщо...?» » (2021), озвучений Міком Вінгертом.
Вважається, що персонаж і гра Дауні допомогли закріпити КВМ як багатомільярдну франшизу, причому еволюція Старка часто вважається визначальною частиною Кіновсесвіту Marvel.

## Початок Залізної людини
Вперше образ Залізної людини з'явився у Tales of Suspense #39 (березень 1963). Він був створений письменником Стеном Лі, сценаристом Ларрі Лейбером та художниками Доном Хеком та Джеком Кірбі.

## Концепція та створення

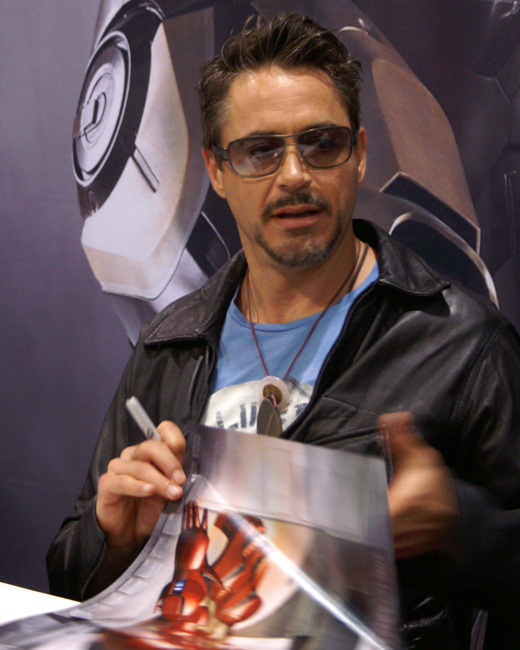
Роберт Дауні-молодший на Comic Con 2007 після того, як знявся у фільмі «Залізна людина».

Вперше Тоні Старк відбувся як персонаж коміксів у Tales of Suspense #39 (обкладинка датована березнем 1963 року), у співпраці редактора та автора оповідань Стена Лі, сценариста Ларрі Лібера, художника-оповідача Дона Гека, а також автора обкладинки та персонаж-дизайнер Джек Кірбі. Лі хотів створити «квінтесенційного капіталіста», персонажа, який суперечив би духу часу та читачам Marvel. Лі створив зовнішність і характер цього плейбоя на основі Говарда Хьюза, як «одного з найколоритніших людей нашого часу. Він був винахідником, авантюристом, мультимільярдером, дамським чоловіком і, нарешті, божевільним». Оригінальний костюм персонажа був об'ємним сірим броньованим костюмом, замінений золотим варіантом у другій історії (випуск № 40, квітень 1963 р.) і перероблений у витонченіший червоно-золотий обладунок у номері 48 (грудень 1963 р.) Стів Дітко. Лі та Кірбі включили Залізну людину до «Месників #1» (вересень 1963 року) як члена-засновника команди супергероїв. У середині 2000-х років, коли ряд фільмів було знято на інших студіях Marvel, Кевін Файґі зрозумів, що Marvel все ще володіє правами на основних учасників Месників, серед яких був Залізна людина. Файґі, який сам себе назвав «фанбой», уявляв собі створення спільного всесвіту так само, як це зробили творці Стен Лі та Джек Кірбі зі своїми коміксами на початку 1960-х років.
Джон Фавро, який був обраний на роль режисера першого фільму про Залізну людину, відчував, що минуле Дауні зробило його підходящим вибором для цієї ролі і що актор може зробити Старка «симпатичним засранцем», але також зобразити справжнього та емоційного героя. Проте в кінцевому підсумку саме Дауні став вибором студії як перший персонаж у своєму Кіновсесвіті, що постійно розширюється. Фавро також залучив Дауні з його ролі у фільмі «Поцілунок навиліт» (2005), де Дауні часто розмовляв із режисером цього фільму Шейном Блеком про сценарій та діалоги у «Залізній людині».

## Опис героя
Плейбоя Тоні Старка описують як егоїстичну та саркастичну людину. Він любить пити і грати в азартні ігри, при цьому володіючи здатністю стати експертом у термоядерній фізиці лише за одну ніч. Будучи обдарованою в галузі машинобудування людиною, Старк постійно створює нові технології та шукає способи їх покращення, проте він мало дбає про те, як його винаходи вплинуть на інших людей. Після взяття в полон «Десятьма кільцями» Тоні усвідомив загрозу власної зброї і, вибравшись, згорнув її виробництво, а залишки використав для створення Залізної людини.
У наступні роки Тоні подорослішав, навчився працювати в команді і став менш гордовитим і цинічним. У нього почалися справжні стосунки з Пеппер. Він переглянув свої цінності та почав використовувати свої винаходи більш відповідально. Тоні дуже сміливий і самовідданий. Він ставить порятунок планети понад усе, тому готовий обмежити свою свободу і підписати Соковіанські угоди заради того, щоб йому дали продовжити супергеройську діяльність. Хоча Тоні може здатися самозакоханим, він є вірним другом і надійним товаришем. Старк один із небагатьох, хто вважає сили Галка благословенням, а не прокляттям, і вірить, що Беннер навчиться користуватися ними належним чином. Старк став чудовим наставником для молодого героя Пітера Паркера і допоміг йому стати кращим.

## Вигадана біографія персонажа

### Раннє життя
Ентоні Едвард «Тоні» Старк народився 29 травня 1970 року на Мангеттені, штат Нью-Йорк, у родині Говарда Старка, відомого геніального винахідника і бізнесмена, і Марії Старк, світської левиці і філантропки. Виріс під приглядом сімейного дворецького Едвіна Джарвіса, його життя характеризувалося холодними і безлюдними стосунками з батьком. Побачивши, що його син може досягти великих успіхів, Говард намагався надихнути його постійними розмовами про власну роль у створенні Капітана Америки. Натомість це розлютило Старка, який відчував, що його батько більше пишається своїми творіннями, ніж своєю сім’єю. Блискучий і унікальний вундеркінд, Старк навчався в Массачусетському технологічному інституті протягом двох років, починаючи з 14 років.
16 грудня 1991 року, коли Старку був 21 рік, його батьки поїхали на Багамські острови, але планували зупинитися в Пентагоні, щоб доставити сироватку суперсолдата, яку Говард переробив. Натомість обидва загинули в автомобільній аварії — пізніше з’ясувалося, що це вбивство, здійснене Зимовим солдатом, розумом якого контролювала Гідра, щоб вкрасти сироватку. У результаті Старк успадкував компанію свого батька, ставши генеральним директором Stark Industries. З роками він став добре відомим як конструктор і винахідник зброї, а також вів плейбойський спосіб життя. На новорічній вечірці нового тисячоліття він відвідав конференцію в Берні, де зустрів учених Маю Гансен, винахідницю експериментального регенеративного лікування Extremis, і Олдріча Кілліана, відкинувши пропозицію працювати в Кілліана Advanced Idea Mechanics.

### Постання Залізної людини
У 2008 році Старк разом зі своїм другом і військовим підполковником Джеймсом Роудсом їде до зруйнованого війною Афганістану, щоб продемонструвати нову ракету Старка «Єрихон». Після демонстрації конвой потрапляє в засідку, а Старк важко поранений і ув'язнений терористичною групою «Десять кілець». Лікар Хо Інсен, полонений, імплантує електромагніт у груди Старка, щоб осколки не потрапили до серця і не вбили його.
Старк і Інсен таємно будують невеликий потужний електричний генератор, який називається дуговим реактором, для живлення електромагніту Старка і електричної броні. Коли «Десять кілець» атакують майстерню, Інсен жертвує собою, щоб відвернути їх увагу, поки костюм ще не був завершений. Броньований Старк вибирається з печери, щоб знайти вмираючого Інсена, потім спалює зброю «Десяти кілець» у гніві й летить геть, розбиваючись у пустелі. Врятований Родсом, Старк повертається додому, щоб оголосити, що його компанія більше не вироблятиме зброю. У своїй домашній майстерні Старк створює витонченішу, потужнішу версію свого імпровізованого бронекостюма, а також потужніший дуговий реактор.
Старк дізнається, що Обадія Стейн займався торгівлею зброєю злочинцям в усьому світі, і влаштовує переворот, щоб замінити його на посаді генерального директора Stark Industries. Старк у своїй новій броні летить в Афганістан і рятує жителів села. Стейн влаштовує засідку на Старка в його будинку і забирає дуговий реактор з його грудей, виявляючи, що Стейн відповідальний за полон Старка. Старку вдається дістатися до свого оригінального реактора, щоб замінити його, і перемагає Стейна. Наступного дня на прес-конференції Старк публічно зізнається, що він «Залізна людина».

### Боротьба з Ваньком
Через шість місяців, у 2011 році, слава Старка зросла, і він використовує свій костюм Залізної людини для мирних засобів, опираючись тиску уряду, щоб продати свої проєкти. Він відновлює Старк Експо, щоб продовжити спадщину свого батька, але виявляє, що паладієве ядро в дуговому реакторі, яке підтримує Старка живим і живить броню, повільно отруює його. Дедалі безрозсуднішим і зневіренішим у зв’язку з його неминучою смертю, він призначає Пеппер Паттс генеральним директором Stark Industries.
Старк бере участь у історичному Гран-прі Монако, і в середині гонки на нього нападає Іван Ванко, який володіє електрифікованими батогами, що працюють від мініатюрного дугового реактора. Старк одягає свою броню Mark V і перемагає Ванка, але костюм сильно пошкоджений. Під час свого дня народження Старк напивається в костюмі Mark IV. Роудс одягає прототип броні Старка Mark II і намагається його стримати. Бій закінчується глухим кутом, тому Родс конфіскує Mark II для ВПС США.
Старк виявляє приховане повідомлення від свого батька, діаграму структури нового елемента, який Старк синтезує. На виставці Expo суперник Старка Джастін Хаммер представляє броньовані дрони Ванко на чолі з Родсом у сильно озброєній версії броні Mark II. Старк прибуває в броні Mark VI, щоб попередити Родса, але Ванко дистанційно бере під контроль як дрони, так і броню Родса і атакує Залізної Людини. Старк і Роудс разом перемагають Ванка та його дронів. Врятувавши Пеппер Паттс від дрона, що самознищується, вони починають стосунки.

### Битва за Нью-Йорк
У 2012 році, коли асгардський Локі прибуває і починає загрожувати Землі, захоплюючи Тесеракт у Щ.И.Т.а Ф'юрі активує Ініціативу Месників, і агент Філ Коулсон відвідує Старка, щоб він переглянув дослідження Еріка Селвіга про Тесеракт. У Штутгарті Стів Роджерс і Локі ненадовго б’ються, поки Тоні Старк не з’являється в його броні Залізної людини, внаслідок чого Локі здається. Поки Локі супроводжують до Щ.И.Т., Тор прибуває і звільняє його, сподіваючись переконати його відмовитися від свого плану і повернутися в Асгард. Після зіткнення зі Старком і Роджерсом Тор погоджується відвезти Локі на літаючий авіаносець Щ.И.Т.а, Helicarrier.
Месники розходяться як щодо того, як підійти до Локі, так і щодо одкровення, що Щ.И.Т. планує використати Тесеракт для розробки зброї. Агенти, якими володіє Локі, атакують Гелікаррієр, виводячи з ладу один з його двигунів у польоті, який Старк і Роджерс повинні попрацювати, щоб перезапустити. Локі тікає, і Старк і Роджерс розуміють, що для Локі буде недостатньо просто перемогти їх; йому потрібно здолати їх публічно, щоб підтвердити себе як правителя Землі. Локі використовує Тесеракт, щоб відкрити червоточину в Нью-Йорку над вежею Месників, щоб дозволити флоту Читаурі вторгнутися в космос. Керівництво Ф'юрі з Світової Ради Безпеки намагається припинити вторгнення, запустивши ядерну ракету в центрі Манхеттена. Старк перехоплює ракету і, очевидно, жертвуючи власним життям, переносить її через червоточину до флоту Читаурі. Ракета вибухає, знищуючи материнський корабель Читаурі та виводячи з ладу їхні сили на Землі. Костюм Старка закінчився, і він провалився назад через червоточину, але Галк врятував його від падіння на землю. Старк та інші Месники захоплюють Локі, і Тор бере його під опіку.

### Переслідування Мандарина
У Старка розвивається посттравматичний стресовий стресовий синдром від його переживань під час вторгнення інопланетян, що призводить до панічних атак. Неспокійний, він будує кілька десятків костюмів Залізної людини, створюючи тертя з подругою Пеппер Паттс. Через сім місяців після вторгнення Геппі Гоґан отримав тяжкі поранення в результаті одного з низки вибухів, здійснених терористом, відомим лише як Мандарин, Старк подає йому телевізійну погрозу, який знищує будинок Старка в Малібу за допомогою вертольотів. Старк тікає в костюмі Залізної людини і розбивається в сільській місцевості Теннессі. Його експериментальній броні бракує достатньої потужности, щоб повернутися до Каліфорнії, і світ вважає його мертвим.
Старк відстежує Мандарина до Маямі і проникає в його штаб, де він виявляє, що Мандарин був просто актором на ім'я Тревор Слеттері. Олдрік Кілліан виявляє себе справжнім Мандарином і захоплює Старка. Він тікає і возз’єднується з Родсом, виявляючи, що Кілліан має намір напасти на президента США Елліса на борту Air Force One. Старк рятує пасажирів і екіпаж, що вижили, але не може зупинити Кілліана від викрадення Елліса та знищення Air Force One. Кілліан має намір вбити Елліса на нафтовій платформі в прямому ефірі телебачення. На платформі Старк вирушає врятувати Паттс, якого викрали та піддали Екстремісу, як Роудс рятує президента. Старк викликає свої костюми Залізної людини, якими дистанційно керує J.A.R.V.I.S., щоб надати підтримку з повітря. Паттс, переживши процедуру Екстремісу, вбиває Кілліана. Старк наказує J.A.R.V.I.S. дистанційно знищити всі костюми Залізної Людини на знак своєї відданости Паттс і піддається операції, щоб видалити осколки, встроєні біля його серця. Він кидає свій застарілий нагрудний дуговий реактор у море, розмірковуючи, що він завжди буде Залізною Людиною.

### Створення Альтрона
У 2015 році Старк і Месники здійснили рейд на об’єкт Гідри, яким командував Вольфганг фон Штрукер, який експериментував на братах і сестрах П’єтро та Ванді Максимових, використовуючи скіпетр, яким раніше володів Локі. Поки команда бореться на вулиці, Старк входить в лабораторію і знаходить скіпетр разом з кораблями Читаурі з битви за Нью-Йорк, що будуються. Ванда підкрадається до нього за спиною і використовує свої здібності до маніпуляції розумом, щоб дати йому переслідує бачення: смерть усіх Месників, крім нього. Старк прокидається від бачення і забирає скіпетр Локі.
Повернувшись до Вежі Месників, Старк і Брюс Беннер виявляють штучний інтелект у самоцвіті скіпетра і таємно вирішують використати його для завершення глобальної оборонної програми Старка «Альтрон». Несподівано розумний Альтрон усуває ІС Старка. J.A.R.V.I.S. і нападає на Месників. Втікаючи зі скіпетром, Альтрон створює армію роботів-дронів, вбиває Стракера і наймає Максимових, які вважають Старка відповідальним за смерть їхніх батьків від зброї його компанії. Месники знаходять і атакують Альтрона в Йоганнесбурзі, але Ванда підпорядковує більшу частину команди персоналізованими, тривожними видіннями, через що Беннер перетворюється на Галка і лютує, поки Старк не зупинить його своєю бронею проти Галка.
Після переховування в будинку Клінта Бартона прибуває Нік Ф'юрі і заохочує Старка та інших скласти план, щоб зупинити Альтрона, який, як виявилося, змусив друга команди доктора Хелен Чо удосконалити нове тіло для нього. Роджерс, Романов і Бартон знаходять Альтрона і витягують синтетичне тіло, але Альтрон захоплює Романова. Повертаючись до Вежі Месників, Месники борються між собою, коли Старк і Беннер таємно завантажують J.A.R.V.I.S., який все ще діє після того, як переховувався від Альтрона в Інтернеті, в синтетичне тіло. Тор повертається, щоб допомогти активізувати тіло, пояснюючи, що дорогоцінний камінь на його чолі був частиною його бачення. Це «Віжен» і Максимові, які тепер на їхньому боці, супроводжують Старка і Месників до Соковії, де Альтрон використав вібраніум, що залишився, щоб побудувати машину, щоб підняти частину столиці в небо, маючи намір розбити її об землю, щоб спричинити глобальне вимирання. Один з дронів Альтрона здатний активувати машину. Місто різко падає, але Старк і Тор перевантажують машину і руйнують сушу. Месники створюють нову базу в північній частині штату Нью-Йорк, і Старк залишає команду.

### Соковські угоди та наслідки
У 2016 році держсекретар США Таддеус Росс інформує Месників про те, що Організація Об'єднаних Націй (ООН) готується прийняти Соковійські угоди, які встановлять нагляд ООН за командою. Месники розділилися: Старк підтримує нагляд через його роль у створенні Альтрона та спустошенні Соковії, тоді як Роджерс більше вірить в їхнє рішення, ніж в уряд. Обставини призводять до того, що Роджерс і його товариш-суперсолдат Бакі Барнс, підготовлений для терористичної атаки, разом із Семом Вілсоном, Вандою Максимовою, Клінтом Бартоном і Скоттом Ленґом стають шахраями. Старк збирає команду, до складу якої входять Наташа Романова, Т'Чалла, Джеймс Роудс, Віжен і Пітер Паркер, щоб захопити ренегатів в аеропорту Лейпцига/Галле. Однак під час битви Роджерсу і Барнсу вдається втекти. Старк дізнається, що Барнса підставили, і переконує Вілсона передати йому призначення Роджерса. Не повідомивши Росса, Старк вирушає на об’єкт «Сибірська гідра» і укладає перемир’я з Роджерсом і Барнсом. Вони виявляють, що інших суперсолдатів убив Гельмут Земо, який показує кадри, які показують, що Барнс вбив батьків Старка. Старк обертається на них, розчленовуючи роботизовану руку Барнса. Після напруженої сутички Роджерсу нарешті вдається вивести з ладу броню Залізної людини Старка і відходить разом з Барнсом, залишивши свій щит. Старк повертається до Нью-Йорка, щоб попрацювати над екзоскелетними брекетами для ніг, щоб дозволити Родсу знову ходити. Стів Роджерс надсилає Старку мобільний телефон, щоб у разі потреби підтримувати зв’язок. Коли Росс дзвонить, повідомляючи, що Бартон та інші втекли, Старк відмовляється допомагати.
Через два місяці Пітер Паркер відновлює навчання в середній школі, а Старк каже йому, що він ще не готовий стати повноцінним Месником. Старк рятує Паркера від того, що ледь не потонув після зустрічі з Адріаном Тумсом, і застерігає Паркера від подальшої причетности до злочинців. Коли під час сутички з Паркером виходить з ладу інша зброя Тумса і розриває пором на Стейтен-Айленд навпіл, Старк допомагає Паркеру врятувати пасажирів, перш ніж попередити його за його нерозсудливість і конфіскувати його костюм. Паркер розуміє, що Тумс планує захопити літак, який перевозить зброю з вежі Старка до нової штаб-квартири команди. Після того, як Паркер зриває план і рятує Тумса від вибуху, Старк визнає, що він був неправий щодо Паркера, і пропонує йому стати Месником на повний робочий день, але Паркер відмовляється. Паттс виходить із переповненої прес-конференції, покликаний зробити це оголошення, і Старк вирішує скористатися можливістю, щоб замість цього зробити Паттс пропозицію. У кінці фільму він повертає костюм Пітеру.

### Війна нескінченности
У 2018 році Старк і Паттс перебувають у нью-йоркському парку, обговорюючи народження дітей, коли Баннер, який зник після битви при Соковія, аварійно приземлився в Sanctum Sanctorum. Баннер передає попередження Стівену Стренджу, Вонґу та Старку, що божевільний Титан Танос планує використати Камені нескінченности, щоб убити половину всього життя у Всесвіті. Ебоні Мау і Кулл Обсидіан прибувають, щоб отримати Камінь часу, що спонукає Стренджа, Старка, Вонґ і Паркера протистояти їм. Хоча Кулл Обсидіан виведений з ладу, Стренджа захоплює Мо. Старк і Паркер пробираються на борт космічного корабля Мо, щоб врятувати його.
Після успішного звільнення Стренджа та вбивства Мо, тріо вирушає на рідну планету Таноса Титан, де зустрічається з членами Вартових Галактики. Вони формують план протистояння Таносу та зняття Рукавиці Нескінченности, але Танос перемагає групу та вдаряє Старка ножем у живіт. Стрендж здає Камінь часу, щоб Танос пощадив Старка. Танос бере камінь і вирушає на Землю, дістає останній камінь і активує Рукавицю нескінченности. Старк і Небула, що опинилися на Титані, спостерігають, як Паркер та інші перетворюються на порох.

### Вторгнення в часоряд і самопожертва
Керол Денверс рятує Старка і Небулу з космосу і повертається на Землю, де Старк вирішує піти на пенсію і виховувати свою дочку Морґан. 2023 року, коли Скотт Ленґ висуває гіпотезу про спосіб повернути полеглих, Месники підходять до Старка, який спочатку відмовляється, вважаючи цю ідею небезпечною. Попри це, він приватно розглядає справу, відкриває подорож у часі і погоджується допомогти. Месники збираються і планують витягти Камені нескінченности з минулого, щоб скасувати дії Таноса. Подорожуючи до 2012 року, Старку не вдається отримати Космічний камінь після битви за Нью-Йорк, і замість цього повертається в 1970-ті роки, щоб викрасти його з закладу Щ.И.Т.а, де він веде змістовну розмову з молодшою версією свого батька, Говардом.
Месники успішно отримують всі Камені нескінченности, перш ніж повернутися в сьогодення. Камені включені в рукавицю, зроблену Старком, яку Беннер потім використовує, щоб воскресити тих, які були розбиті Таносом. Однак за ними слідує альтернативна версія Таноса та його армії, які були викликані у 2023 рік альтернативною версією Небули. Під час наступної битви Танос отримує рукавицю Старка, і вони вдвох борються за контроль над нею. Танос долає Старка, перш ніж спробувати клацнути і знищити все живе, але виявляє, що Старк переніс Камені нескінченности на свою власну броню. Старк активує Рукавицю і використовує її, щоб зруйнувати Таноса і всі його сили і врятувати всесвіт, але при цьому завдає собі смертельних травм. Він помирає в оточенні Роудса, Паркера та Паттс.

### Спадщина
Через вісім місяців, коли світ продовжує оплакувати Старка, Паркер отримує окуляри, які можуть отримати доступ до штучного інтелекту Старка E.D.I.T.H., з повідомленням, яке визначає його як обраного наступника Старка. Однак незадоволений колишній співробітник Stark Industries Квентін Бек обманом дає йому окуляри, оскільки Паркер бачить у ньому гіднішого наступника Старка. Бек, очолюючи команду інших колишніх співробітників Stark Industries, таких як Вільям Ґінтер Ріва, і розлючений звільненням Старком, прагне заповнити вакансію, залишену Старком як Залізна людина, використовуючи програмне забезпечення, яке він розробив для Старка, BARF, щоб збільшити ілюзії істот, відомих як Елементалі, представляючи себе героєм, відомим як «Містеріо», «перемагаючи» їх. Він використовує окуляри Старка, щоб проводити атаки безпілотників у Лондоні, націлені на Паркера. Паркер врешті-решт розриває плани Бека і знову отримує окуляри, в той час як він створює свій власний костюм Людини-павука, використовуючи технології від Stark Industries, подібно до того, як Старк розробляє свою першу броню Залізної людини.

## Альтернативні версії
Кілька альтернативних версій Старка з'являються в анімаційному серіалі «А що як...?», у якому його озвучує Мік Вінґерт.

### Смерть Месників
В альтернативному 2011 році Старка, здається, вбиває Романов після того, як вона вводить йому тимчасову протиотруту від отруєння його дуговим реактором. Пізніше Ф'юрі виводить винуватця як Генка Піма.

### Спалах вірусу зомбі
В альтернативному 2018 році Старк заражається квантовим вірусом і перетворюється на зомбі разом з Месниками в Сан-Франциско. Коли Брюс Беннер катастрофічно приземлився в Нью-Йорку, щоб попередити героїв про прибуття Таноса, зомбований Старк нападає на нього разом зі Стівеном Стренджем і Вонґом, але його швидко вбиває Гоуп ван Дайн.

### Обман Кілмонґера
В альтернативному 2010 році Ерік «Кілмонґер» Стівенс запобігає викраденню Старка Десятьма кільцями в Афганістані. Старк повертається до Сполучених Штатів, де Кіллмонґер викриває причетність Обадії Стейна до змови з засідки, і Старк призначає його новим ОС Stark Industries. Старк і Кілмонґер будують гуманоїдний бойовий дрон, використовуючи вібраніумі кільця Н'Джобу, але Кіллмонґер зраджує і вбиває Старка, розпочинаючи війну між Сполученими Штатами та Вакандою.

### Завоювання Альтрона
В альтернативному 2015 році Альтрон успішно завантажує свою свідомість у нове тіло з вібранія, стаючи достатньо потужним, щоб убити Старка та більшість Месників, знищуючи все живе на Землі.

### Співпраця з Ґаморою
В альтернативному всесвіті Старк є близьким союзником Ґамори після смерті Таноса від її рук. Коли Спостерігач збирає героїв для боротьби з версією Альтрона, що руйнує мультивсесвіт, він вибирає Ґамору цього світу, але категорично виключає Старка.

## Появи
Роберт Дауні-молодший, який грає Тоні Старка у кіновсесвіті Marvel з'являвся у таких фільмах:
- «Залізна людина» (2008)
- «Залізна людина 2» (2010)
- «Месники» (2012)
- «Залізна людина 3» (2013)
- «Месники: Ера Альтрона» (2015)
- «Капітан Америка: Громадянська війна» (2016)
- «Людина-павук: Повернення додому» (2017)
- «Месники: Війна нескінченності» (2018)
- «Месники: Завершення» (2019).

Крім того, Дауні з'являється в епізодичній ролі в «Неймовірний Галк» (2008).
У фільмі «Людина-павук: Далеко від дому» (2019) Старк з'являється в архівних кадрах із фільму «Капітан Америка: Громадянська війна», а також з'являється через архівні кадри в Консультант (2011). Архівні кадри персонажа також з'являються в першому епізоді телесеріалу «Локі» від Disney+ — «Славна мета».
У вересні 2019 року Deadline Hollywood повідомив, що Дауні з’явиться у фільмі «Чорна вдова» (2021) у ролі Старка в КВМ; рання версія сценарію включала кінцеву сцену з «Капітана Америка: Громадянська війна між Старком і Наташею Романовою». Цього не було в останньому фільмі, режисер Кейт Шортленд заявила, що вони з Кевіном Файґі вирішили не додавати Старка або будь-яких інших героїв до фільму, щоб Романова залишалася на самоті, а сценарист Ерік Пірсон додав, що було визначено, що сцена не додала нічого нового в історію.
Старк повернувся в анімаційному серіалі Disney+ «А що як...?», хоча цього персонажа озвучує Мік Вінґерт.

## Характеристика

### Зовнішній вигляд і особистість
Президент Marvel Studios Кевін Файґі про Старка, який розкриває своє альтер-его
Під час підготовки до виробництва Дауні мав офіс поруч із Фавро, що дозволило йому більше залучитися до процесу написання сценарію, особливо додавши гумору до фільму. Дауні пояснив: «Я зазвичай ненавиджу в цих [супергеройських] фільмах [це], коли раптом хлопець, якого ви копали, перетворюється на Дадлі До-Райта, і тоді ви повинні погодитися на всі його «Давай зробимо щось добре!» ' Те, що Еліот Несс у накидці. Для мене було дуже важливо, щоб він не змінився настільки, щоб його не можна було впізнати. Коли хтось був чванливим, а він більше не є, сподіваюся, він все ще має почуття гумору." Щоб підготуватися, Дауні проводив п’ять днів на тиждень тренування з обтяженнями та практику бойових мистецтв, щоб прийти у форму, що, за його словами, принесло йому користь, тому що «важко не втратити особистості... приблизно після кількох годин у цьому костюмі. Я телефоную до кожного терапевтичного моменту, який я можу придумати, щоб просто пережити день». Викриття альтер-его Старка в кінці «Залізної людини» було імпровізовано актором Старка Робертом Дауні-молодшим.

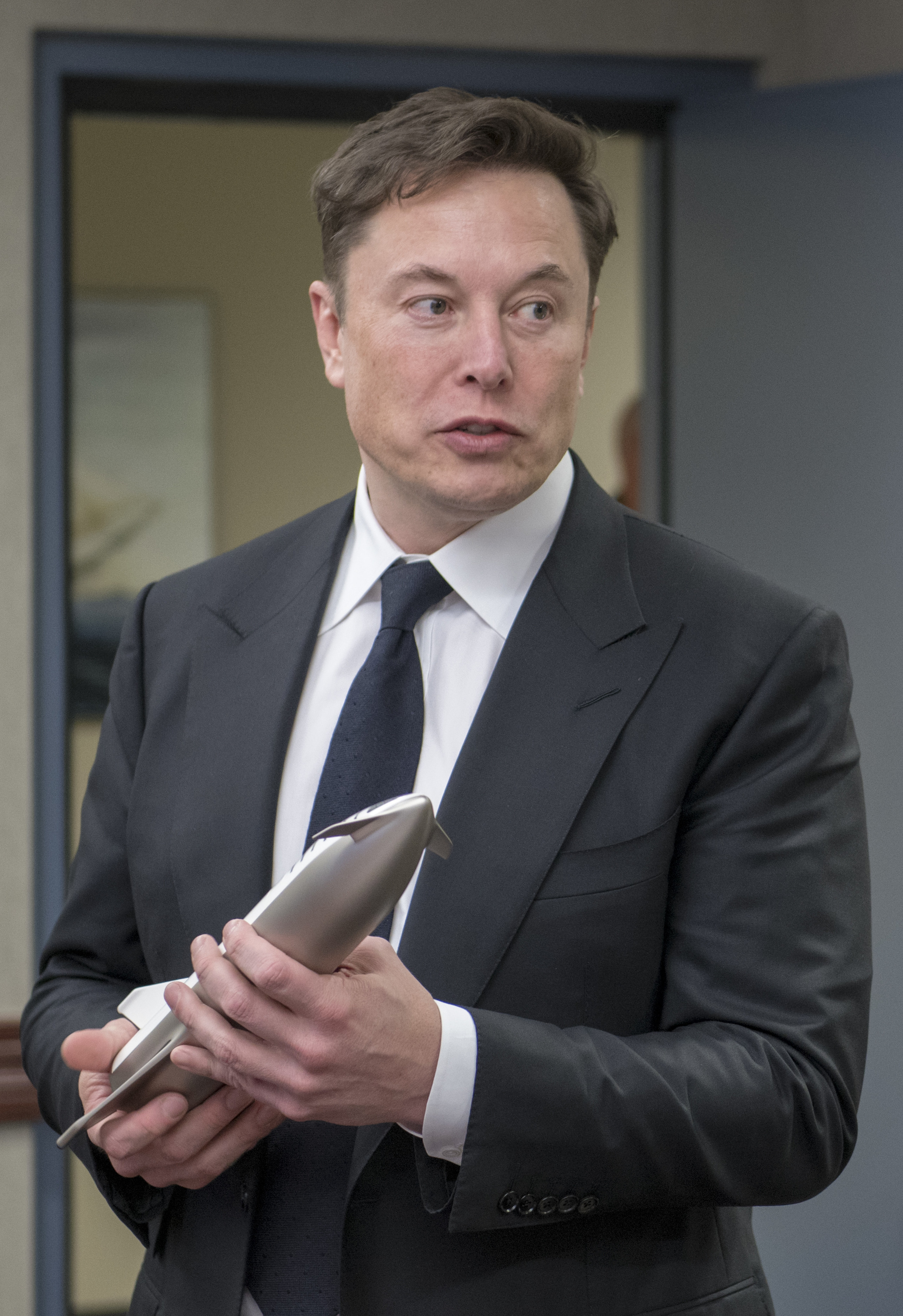
Бізнес-магнат і підприємець Ілон Маск мав ключовий вплив на зображення Тоні Старка в КВМ.

У «Залізній людині 2» Старк намагається утримати свою технологію від рук уряду. Дауні і Фавро, які отримали сценарій і працювали з ним над першим фільмом, самі задумали історію фільму. Про те, що Старк був героєм, Дауні сказав: «Це трохи героїчно, але насправді від його імені. Тож я думаю, що це, ймовірно, якийсь комплекс самозванця, і щойно він сказав: «Я Залізна Людина», що він Тепер дуже цікаво, що це означає. Якщо у вас є така подушка, як у нього, і громадськість на вашому боці, і ви маєте величезне багатство та владу, я думаю, що він занадто ізольований, щоб бути в порядку".
Месники представили Старка роль одного з ансамблю героїв, які повинні об’єднатися, щоб захистити Землю від інопланетного вторгнення на чолі з богом Локі. Спочатку Дауні підштовхнув режисера Джосса Уідона зробити Старка на головну роль у фільмі «Месники» 2012 року: «Ну, я сказав: «Мені потрібно бути в початковій сцені. Я не знаю, про що ви думаєте, але Тоні повинен керувати цим». річ.' Він сказав: «Добре, давайте спробуємо». Ми спробували, і це не спрацювало, тому що це зовсім інші речі, історія, ідея, і тема — це тема, і всі — просто рука восьминога». Про еволюцію персонажа з попередніх фільмів Дауні сказав: «У «Залізній людині», яка була історією походження, він був його власним прозрінням і свого роду спокутуванням. «Залізна людина 2» — це не бути островом, а займатися проблемами спадщини та робити простір для інших... У «Месниках» він кидає його разом з іншими». У кульмінації фільму Старк веде ядерну ракету через міжзоряний портал, щоб знищити головне судно інопланетян, демонструючи готовність пожертвувати своїм життям, щоб врятувати Землю.
У «Залізній людині 3» Старк намагається змиритися зі своїм передсмертним досвідом у «Месниках», страждаючи від нападів тривоги. Знімаючи третій фільм про Залізну людину, Дауні сказав: «Я відчуваю, що нам потрібно залишити все на полі — що б це не означало. Ви можете вибрати кілька різних точок відправлення для цього». Розповідаючи про «Месників», Дауні сказав, що вони «намагалися бути практичними у світі після Месників. Які проблеми зараз? ігнорувати ці обмеження?" Сценарист Дрю Пірс порівняв Старка в «Залізній людині 3» з американським Джеймсом Бондом за те, що він «герої з відчуттям небезпеки та непередбачуваности», навіть якщо Старк був «вільним агентом», а не таким авторитетом, як Бонд. Він також порівняв Тоні з героями таких фільмів 1970-х, як «Французький зв’язок» (1971), де «ідіосинкразія героїв — це те, що робило їх захопливими».
У «Месниках: Ера Альтрона» Старк став благодійником Месників. Про те, як його персонаж еволюціонує після подій «Залізної людини 3», Дауні сказав: «Я думаю, він усвідомлює, що налаштування та виготовлення всіх костюмів у світі — чим він і займався — все ще не спрацювали для цієї його речі. Служба, яка залишила у нього невеликий посттравматичний стресовий синдром. Тому він більше зосереджується на тому, як ми можемо зробити це так, щоб не було проблем для початку. Це, ви знаєте, є вишибала на мотузці нашої планети. Це велика ідея». Події Age of Ultron безпосередньо призводять до конфлікту Капітана Америки: Громадянська війна, в якому Старк очолює фракцію Месників, щоб підтримати регулювання людей з надздібностями. Ентоні Руссо сказав, що егоманія Старка дозволила письменникам «довести його до точки в його житті, коли він був готовий підкоритися авторитету, де він відчував, що це правильно». Джо Руссо додав, що через бачення, які Старк бачив у «Ері Альтрона», тепер у нього є комплекс провини, який «примушує його приймати дуже конкретні рішення», називаючи його емоційну арку «дуже складною». Особистий тренер Дауні Ерік Орам заявив, що хитрість протиставити Роджерса зі Старком полягає в тому, щоб показати Залізну людину, яка використовує «мінімальну силу», необхідну для перемоги в бою». Спочатку Marvel хотіла, щоб роль Дауні була меншою, але «Дауні хотів, щоб Старк мав істотнішу роль у сюжеті фільму». Variety зазначила, що Дауні отримає $40 мільйонів плюс за свою участь, а також додаткову виплату, якщо фільм перевершить «Капітан Америка: Зимовий солдат», оскільки Marvel припише цей успіх присутности Дауні.
У фільмі «Людина-павук: Повернення додому» Старк є наставником Пітера Паркера і є творцем Департаменту контролю шкоди США. Голова Sony Pictures Motion Picture Group Томас Ротман зазначив, що, окрім комерційної переваги зняття Дауні у фільмі, включення Старка було важливим через стосунки, встановлені між ним і Паркером у фільмі «Капітан Америка: Громадянська війна». Уоттс зазначив, що після дій Старка в Громадянській війні, введення Паркера в життя Месника, «це має багато наслідків. Чи це перший крок до Тоні як якогось наставника? Чи йому це зручно?» Співсценарист Джонатан Голдштейн порівняв Старка з персонажем батька Ітана Гоука у фільмі «Хлопство» (2014).
Дауні повторив роль у фільмах «Месники: Війна нескінченности» (2018) та «Месники: Завершення» (2019). Режисер «Залізної людини 3» Шейн Блек заявив у березні 2013 року, що «було багато дискусій з цього приводу: «Чи це остання Залізна людина для Роберта [Дауні-молодшого]?» Щось мені підказує, що цього не буде, і [він] буде видно на четвертому чи п’ятому». Президент Marvel Studios Кевін Файгі заявив, що персонаж Старка і надалі буде представлений у кінематографічному всесвіті Marvel незалежно від участі Дауні. Також у березні Дауні заявив, що готовий продовжити свій контракт, заявивши, що він вважає, що «Є ще кілька речей, які ми повинні зробити» з персонажем. У червні 2013 року, коли Дауні підписався, щоб повернутися до ролі Залізної людини в «Месниках: Ера Альтрона», він також підписав контракт на третій фільм «Месники». В інтерв’ю в липні 2014 року під час знімання фільму «Месники: Ера Альтрона» Дауні висловив зацікавленість у продовженні ролі Залізної людини. «Кевін [Фейдж] і Айк [Перлмуттер, генеральний директор Marvel Entertainment] і Disney мають прийти до нас із пропозицією, і ми повинні погодитися чи не погодитися», — сказав Дауні. «Коли справи йдуть чудово, є багато згоди». Він додав: «Це ось у чому: навіщо відмовлятися від пояса, коли здається, що тебе ледве вколоти?» У квітні 2016 року Дауні висловив готовність знятися в потенційному четвертому фільмі про Залізну людину, сказавши: «Я міг би зробити ще один». Контракт Дауні з Marvel закінчився після «Месників: Завершення», де помирає Старк.
Почуття моди Старка розвивалося в ході фільмів, спочатку описувавшись як «жахливо базові... переважно обвислі джинси, джемпери та безрукавки — з випадковим костюмом», але покращувалось до моменту першого фільму «Месники» і ставало дедалі більше. витончений Громадянською війною, оскільки Старк дозрів і взяв на себе більшу відповідальність за наслідки своїх дій. Дауні висловив бажання, щоб його гардероб відображав, що «ви все ще знаєте, що він Тоні Старк, і ви все ще знаєте, що він найбагатша людина у світі». Одяг Старка був описаний як чергування між "солодким костюмом з деякими відтінками" в його корпоративному образі, "або футболкою, джинсами та дуговим реактором" в його особистий час. Його почуття моди називають «частково босом мафіозу та частково учасником Теорії Великого вибуху», а також чергуванням «між квадратними костюмами в тонку смужку та штучно-іронічними вінтажними футболками».

### Броня та спецефекти

Броня Тоні Старка.

Тоні Старк носив кілька різних обладунків у своїх виступах у КВМ. Для «Залізна людина» Стен Вінстон та його компанія створили металеві та гумові версії броні, показані у фільмі, а художник коміксів Iron Man Аді Гранов розробив Mark III разом із ілюстратором Філом Сондерсом. Industrial Light & Magic (ILM) створили цифрову броню у фільмі, а The Orphanage і The Embassy виконали додаткову роботу. Щоб допомогти з анімацією вишуканіших костюмів, інформація іноді збиралася, коли Дауні надягав тільки шолом, рукави та груди костюма замість костюма для захоплення руху.
Для «Залізної людини 2» ILM знову зробив більшість ефектів, як і в першому фільмі, а подвійний негатив також працював над фільмом. На зніманні «Месників» Weta Digital взяла на себе обов’язки анімації Залізної людини під час лісової дуелі від ILM. Для Iron Man 3, Digital Domain, Scanline VFX і Trixter кожен працював над окремими знімками з бронею Mark 42, працюючи з різними цифровими моделями. Студії поділилися деякими своїми файлами, щоб забезпечити узгодженість між кадрами. Для броні Mark 42 і Iron Patriot Legacy Effects створили часткові костюми, які носили на знімальному майданчику.

## Відмінності від коміксів
Історія походження Залізної людини була оновлена для фільмів. У коміксах Старк стає Залізною людиною після досвіду війни у В’єтнамі, яка змінюється на війну в Афганістані. Джарвіс у коміксах — сімейний дворецький, а у фільмах J.A.R.V.I.S. — це штучний інтелект, створений Старком, але все ще натхненний дворецьким з дитинства Старка Едвіном Джарвісом, який, як виявилося, помер до того часу, коли відбувається перший фільм. Старк також проходить через ранні ітерації своєї броні, щоб набагато швидше досягти вже знайомої червоно-золотої колірної схеми. Особистість Старка більше нагадує версію Ultimate Comics.
Версія AI J.A.R.V.I.S. зрештою завантажується Старком на штучне тіло і стає Віженом. У фільмах Віжена створюють Старк і Беннер як протилежність Альтрону. Однак у коміксах Альтрона створив інший член Месників, Генк Пім, і аспекти особистості Піма інтегровані в цю версію Альтрона, наприклад, прагнення до миру. Ще одна відмінність у фільмах — роман між Старком і Пеппер Паттс. У коміксах Паттс відчуває нерозділені почуття до Старка, і в кінцевому підсумку вона зв’язується з шофером і охоронцем Старка, Геппі Гоґаном.
Новий підхід, якого немає в коміксах, — це наставницькі стосунки Старка з Пітером Паркером. У Ultimate Comics Старк і Паркер не виходять за рамки звичайних відносин між тренером і стажером. У КВМ Старк також є творцем двох ітерацій костюмів Людини-павука Паркера, на відміну від коміксів, де він створює лише броню Залізного павука, тоді як Паркер створює інші костюми сам. Також показано, що Старк має історію з ворогами Паркера Стерв'ятником і Містеріо; обидва зображені такими, що перетворилися на лиходіїв через дії Старка. Хоча він не зустрічається з ними, його протеже зустрічається.
Мандарин, повторюваний лиходій Залізної людини в коміксах, виявляється просто актором, який зображує персонажа, а справжнім кримінальним організатором дій, на які претендує «Мандарин», є Олдріч Кілліан — другорядний персонаж коміксів. Мандарин виявляється справжньою людиною в Marvel One-Shot All Hail the King; Натомість ця версія зображена як батько і ворог Шан-Чі у фільмі «Шан-Чі та легенда десяти кілець» (2021).

## Сприйняття
Зображення персонажа Дауні широко оцінили шанувальники та критики. Роджер Еберт високо оцінив гру Дауні у фільмі «Залізна людина», сказавши: «Зрештою, саме Роберт Дауні-молодший забезпечує старт, що відокремлює це від більшості інших фільмів про супергероїв». Френк Лавс із Film Journal International, колись автор коміксів Marvel Comics, відзначив, що «Залізна людина 2» «не знаходить зміненої людини. Усередині металу недосконала людство зростає ще більше, оскільки питання ідентичности, що змушують задуматися, зустрічаються з технікою». фантазія стала плоттю».
Для «Месників» Джо Моргенштерн з The Wall Street Journal — попри компліменти за гру Дауні — віддав перевагу його роботі в «Залізній людині», ніж його акторській ролі в «Месниках»: «Його Залізна людина, безумовно, командний гравець, але містер Дауні приходить на вечірку з двома непереборні надздібності: характер усталеної витончености — промисловець/винахідник Тоні Старк, гострий на язик людина світу — і його власна ртуть присутність, яка знаходить свій найкращий вираз у самоіронії». У своїй рецензії на «Месники: Завершення» Морґенштерн похвалив як актора, так і персонажа, вихваляючи «Приголомшливо розумного Тоні Старка Роберта Дауні-молодшого», який разом із Капітаном Америкою Кріса Еванса та Тором Кріса Гемсворта вніс у цьому фільмі «відчуття родини». ... тому що дебюти його найвидатніших учасників залишаються яскравими донині».
У 2015 році «Empire» назвала Тоні Старка 13-м найкращим персонажем фільму всіх часів. 2019 року, після смерти Старка в «Месниках: Завершення», у Форте-дей-Мармі, Італія, було встановлено статую, що представляє персонажа в його броні Залізної людини.

### Нагороди
Дауні отримав численні номінації та нагороди за роль Тоні Старка. Зокрема, він тричі вигравав премію «Сатурн» за найкращу чоловічу роль, що робить його рекордним чотириразовим переможцем (раніше він здобув нагороду за фільм «Серце і душі» 1993 року); це також рекорд за кількістю перемог за зображення того самого персонажа, зрівнявшись з Марком Геміллом за роль Люка Скайвокера.
| Рік  | Фільм                               | Нагорода               | Категорія | Результат |
| ---- | ----------------------------------- | ---------------------- | --- | --------- |
| 2008 | Залізна людина                      | Teen Choice Awards     | style="background: #FDD; color: black; vertical-align: middle; text-align: center; " class="no table-no2"\|Номінація                                              |           |
| 2008 | Залізна людина                      | Scream Awards          | style="background: #99FF99; color: black; vertical-align: middle; text-align: center; " class="yes table-yes2"\|Перемога                                          |           |
| 2008 | Залізна людина                      | Scream Awards          | style="background: #FDD; color: black; vertical-align: middle; text-align: center; " class="no table-no2"\|Номінація                                              |           |
| 2009 | Залізна людина                      | People's Choice Awards | style="background: #FDD; color: black; vertical-align: middle; text-align: center; " class="no table-no2"\|Номінація                                              |           |
| 2009 | Залізна людина                      | People's Choice Awards | style="background: #FDD; color: black; vertical-align: middle; text-align: center; " class="no table-no2"\|Номінація                                              |           |
| 2009 | Залізна людина                      | People's Choice Awards | style="background: #FDD; color: black; vertical-align: middle; text-align: center; " class="no table-no2"\|Номінація                                              |           |
| 2009 | Залізна людина                      | Empire Awards          | style="background: #FDD; color: black; vertical-align: middle; text-align: center; " class="no table-no2"\|Номінація                                              |           |
| 2009 | Залізна людина                      | MTV Movie Awards       | style="background: #FDD; color: black; vertical-align: middle; text-align: center; " class="no table-no2"\|Номінація                                              |           |
| 2009 | Залізна людина                      | Saturn Awards          | style="background: #99FF99; color: black; vertical-align: middle; text-align: center; " class="yes table-yes2"\|Перемога                                          |           |
| 2010 | Залізна людина 2                    | Teen Choice Awards     | style="background: #FDD; color: black; vertical-align: middle; text-align: center; " class="no table-no2"\|Номінація                                              |           |
| 2010 | Залізна людина 2                    | Teen Choice Awards     | style="background: #FDD; color: black; vertical-align: middle; text-align: center; " class="no table-no2"\|Номінація                                              |           |
| 2010 | Залізна людина 2                    | Teen Choice Awards     | Вибір фільму: Бій (з Доном Чідлом)\| style="background: #FDD; color: black; vertical-align: middle; text-align: center; " class="no table-no2"\|Номінація         |           |
| 2010 | Залізна людина 2                    | Scream Awards          | style="background: #FDD; color: black; vertical-align: middle; text-align: center; " class="no table-no2"\|Номінація                                              |           |
| 2010 | Залізна людина 2                    | Scream Awards          | style="background: #99FF99; color: black; vertical-align: middle; text-align: center; " class="yes table-yes2"\|Перемога                                          |           |
| 2011 | Залізна людина 2                    | People's Choice Awards | style="background: #FDD; color: black; vertical-align: middle; text-align: center; " class="no table-no2"\|Номінація                                              |           |
| 2011 | Залізна людина 2                    | People's Choice Awards | style="background: #FDD; color: black; vertical-align: middle; text-align: center; " class="no table-no2"\|Номінація                                              |           |
| 2011 | Залізна людина 2                    | People's Choice Awards | Улюблена екранна команда (з Доном Чідлом)\| style="background: #FDD; color: black; vertical-align: middle; text-align: center; " class="no table-no2"\|Номінація  |           |
| 2011 | Залізна людина 2                    | MTV Movie Awards       | style="background: #FDD; color: black; vertical-align: middle; text-align: center; " class="no table-no2"\|Номінація                                              |           |
| 2011 | Залізна людина 2                    | Saturn Awards          | style="background: #FDD; color: black; vertical-align: middle; text-align: center; " class="no table-no2"\|Номінація                                              |           |
| 2012 | Месники                             | Teen Choice Awards     | style="background: #FDD; color: black; vertical-align: middle; text-align: center; " class="no table-no2"\|Номінація                                              |           |
| 2012 | Месники                             | Teen Choice Awards     | style="background: #FDD; color: black; vertical-align: middle; text-align: center; " class="no table-no2"\|Номінація                                              |           |
| 2013 | Месники                             | People's Choice Awards | style="background: #99FF99; color: black; vertical-align: middle; text-align: center; " class="yes table-yes2"\|Перемога                                          |           |
| 2013 | Месники                             | People's Choice Awards | style="background: #FDD; color: black; vertical-align: middle; text-align: center; " class="no table-no2"\|Номінація                                              |           |
| 2013 | Месники                             | People's Choice Awards | style="background: #99FF99; color: black; vertical-align: middle; text-align: center; " class="yes table-yes2"\|Перемога                                          |           |
| 2013 | Месники                             | Critics' Choice Awards | style="background: #FDD; color: black; vertical-align: middle; text-align: center; " class="no table-no2"\|Номінація                                              |           |
| 2013 | Месники                             | Kids' Choice Awards    | style="background: #FDD; color: black; vertical-align: middle; text-align: center; " class="no table-no2"\|Номінація                                              |           |
| 2013 | Месники                             | Empire Awards          | style="background: #FDD; color: black; vertical-align: middle; text-align: center; " class="no table-no2"\|Номінація                                              |           |
| 2013 | Месники                             | MTV Movie Awards       | Найкращий екранний дует (з Марком Руффало)\| style="background: #FDD; color: black; vertical-align: middle; text-align: center; " class="no table-no2"\|Номінація |           |
| 2013 | Месники                             | MTV Movie Awards       | style="background: #99FF99; color: black; vertical-align: middle; text-align: center; " class="yes table-yes2"\|Перемога                                          |           |
| 2013 | Месники                             | MTV Movie Awards       | style="background: #FDD; color: black; vertical-align: middle; text-align: center; " class="no table-no2"\|Номінація                                              |           |
| 2013 | Залізна людина 3                    | Teen Choice Awards     | style="background: #99FF99; color: black; vertical-align: middle; text-align: center; " class="yes table-yes2"\|Перемога                                          |           |
| 2013 | Залізна людина 3                    | Teen Choice Awards     | style="background: #FDD; color: black; vertical-align: middle; text-align: center; " class="no table-no2"\|Номінація                                              |           |
| 2013 | Залізна людина 3                    | Teen Choice Awards     | Вибір фільму: Хімія (з Доном Чідлом)\| style="background: #FDD; color: black; vertical-align: middle; text-align: center; " class="no table-no2"\|Номінація       |           |
| 2014 | Залізна людина 3                    | People's Choice Awards | style="background: #FDD; color: black; vertical-align: middle; text-align: center; " class="no table-no2"\|Номінація                                              |           |
| 2014 | Залізна людина 3                    | People's Choice Awards | Улюблений дует фільму (з Ґвінет Пелтроу)\| style="background: #FDD; color: black; vertical-align: middle; text-align: center; " class="no table-no2"\|Номінація   |           |
| 2014 | Залізна людина 3                    | People's Choice Awards | style="background: #99FF99; color: black; vertical-align: middle; text-align: center; " class="yes table-yes2"\|Перемога                                          |           |
| 2014 | Залізна людина 3                    | Critics' Choice Awards | style="background: #FDD; color: black; vertical-align: middle; text-align: center; " class="no table-no2"\|Номінація                                              |           |
| 2014 | Залізна людина 3                    | Kids' Choice Awards    | style="background: #99FF99; color: black; vertical-align: middle; text-align: center; " class="yes table-yes2"\|Перемога                                          |           |
| 2014 | Залізна людина 3                    | Kids' Choice Awards    | style="background: #FDD; color: black; vertical-align: middle; text-align: center; " class="no table-no2"\|Номінація                                              |           |
| 2014 | Залізна людина 3                    | MTV Movie Awards       | style="background: #FDD; color: black; vertical-align: middle; text-align: center; " class="no table-no2"\|Номінація                                              |           |
| 2014 | Залізна людина 3                    | Saturn Awards          | Кращий актор\| style="background: #99FF99; color: black; vertical-align: middle; text-align: center; " class="yes table-yes2"\|Перемога                           |           |
| 2015 | Месники: Ера Альтрона               | Teen Choice Awards     | style="background: #FDD; color: black; vertical-align: middle; text-align: center; " class="no table-no2"\|Номінація                                              |           |
| 2016 | Месники: Ера Альтрона               | People's Choice Awards | style="background: #FDD; color: black; vertical-align: middle; text-align: center; " class="no table-no2"\|Номінація                                              |           |
| 2016 | Месники: Ера Альтрона               | People's Choice Awards | style="background: #FDD; color: black; vertical-align: middle; text-align: center; " class="no table-no2"\|Номінація                                              |           |
| 2016 | Месники: Ера Альтрона               | Kids' Choice Awards    | style="background: #FDD; color: black; vertical-align: middle; text-align: center; " class="no table-no2"\|Номінація                                              |           |
| 2016 | Месники: Ера Альтрона               | MTV Movie Awards       | Кращий бій (з Марком Руффало)\| style="background: #FDD; color: black; vertical-align: middle; text-align: center; " class="no table-no2"\|Номінація              |           |
| 2016 | Капітан Америка: Громадянська війна | Teen Choice Awards     | style="background: #FDD; color: black; vertical-align: middle; text-align: center; " class="no table-no2"\|Номінація                                              |           |
| 2016 | Капітан Америка: Громадянська війна | Teen Choice Awards     | style="background: #FDD; color: black; vertical-align: middle; text-align: center; " class="no table-no2"\|Номінація                                              |           |
| 2017 | Капітан Америка: Громадянська війна | People's Choice Awards | style="background: #FDD; color: black; vertical-align: middle; text-align: center; " class="no table-no2"\|Номінація                                              |           |
| 2017 | Капітан Америка: Громадянська війна | People's Choice Awards | style="background: #99FF99; color: black; vertical-align: middle; text-align: center; " class="yes table-yes2"\|Перемога                                          |           |
| 2017 | Капітан Америка: Громадянська війна | Kids' Choice Awards    | style="background: #FDD; color: black; vertical-align: middle; text-align: center; " class="no table-no2"\|Номінація                                              |           |
| 2017 | Капітан Америка: Громадянська війна | Kids' Choice Awards    | Улюблені вороги (з Крісом Евансом)\| style="background: #FDD; color: black; vertical-align: middle; text-align: center; " class="no table-no2"\|Номінація         |           |
| 2017 | Капітан Америка: Громадянська війна | Kids' Choice Awards    | style="background: #FDD; color: black; vertical-align: middle; text-align: center; " class="no table-no2"\|Номінація                                              |           |
| 2018 | Месники: Війна нескінченности       | Teen Choice Awards     | style="background: #99FF99; color: black; vertical-align: middle; text-align: center; " class="yes table-yes2"\|Перемога                                          |           |
| 2018 | Месники: Війна нескінченности       | People's Choice Awards | style="background: #FDD; color: black; vertical-align: middle; text-align: center; " class="no table-no2"\|Номінація                                              |           |
| 2019 | Месники: Війна нескінченности       | Kids' Choice Awards    | style="background: #99FF99; color: black; vertical-align: middle; text-align: center; " class="yes table-yes2"\|Перемога                                          |           |
| 2019 | Месники: Завершення                 | MTV Movie & TV Awards  | style="background: #99FF99; color: black; vertical-align: middle; text-align: center; " class="yes table-yes2"\|Перемога                                          |           |
| 2019 | Месники: Завершення                 | Teen Choice Awards     | style="background: #99FF99; color: black; vertical-align: middle; text-align: center; " class="yes table-yes2"\|Перемога                                          |           |
| 2019 | Месники: Завершення                 | Saturn Awards          | style="background: #99FF99; color: black; vertical-align: middle; text-align: center; " class="yes table-yes2"\|Перемога                                          |           |
| 2019 | Месники: Завершення                 | People's Choice Awards | style="background: #99FF99; color: black; vertical-align: middle; text-align: center; " class="yes table-yes2"\|Перемога                                          |           |
| 2019 | Месники: Завершення                 | People's Choice Awards | style="background: #FDD; color: black; vertical-align: middle; text-align: center; " class="no table-no2"\|Номінація                                              |           |